# 阿德里安·奎斯特
阿德里安·奎斯特（丹麥語：Adrian Quist，1913年1月23日—1991年11月17日），澳大利亚男子网球运动员。他曾获得澳大利亚网球公开赛男子单打冠军、男子双打冠军、法国网球公开赛男子双打冠军、温布尔登网球锦标赛男子双打冠军、美国网球公开赛男子双打冠军。